# لبه‌داریان
لبه‌داریان (نام علمی: Lecanorineae) نام یک زیرراسته از راسته لبه‌دارسانان است.